# 1985
| 1985                                                                     |
| ------------------------------------------------------------------------ |
| Dødsfald - Fødsler                                                       |
| • Begivenheder • Film • Litteratur • Musik • Politik • Sport • Videnskab |

| Gregoriansk kalender | 1985 MCMLXXXV           |
| Ab urbe condita      | 2738                    |
| Armensk kalender     | 1434 ԹՎ ՌՆԼԴ            |
| Kinesiske kalender   | 4681 – 4682 甲子 – 乙丑 |
| Etiopisk kalender    | 1977 – 1978             |
| Jødisk kalender      | 5745 – 5746             |
| Hindukalendere       |                         |
| - Vikram Samvat      | 2040 – 2041             |
| - Shaka Samvat       | 1907 – 1908             |
| - Kali Yuga          | 5086 – 5087             |
| Iransk kalender      | 1363 – 1364             |
| Islamisk kalender    | 1406 – 1407             |

Regerende dronning i Danmark: Margrethe 2. 1972-2024
Se også 1985 (tal)

## Begivenheder
- ? – Helioscentret,det første danske behandlingssted for alkoholikere, som arbejder efter minnesotamodellen åbner i Hyllested ved Ebeltoft.
- ? – Amiga 1000, den første Amigacomputer sendes på markedet.
- ? – GNU Manifesto skrives af Richard Stallman

### Januar
- 7. januar – Blekingegadebanden iværksætter deres plan for kidnapning af Gad Rausings søn Jörn Rausing, men opgiver få timer før selve gennemførslen
- 8. januar – Der bliver indført rygeforbud på Den Røde Plads i Moskva med begrundelsen, at det vil være taktløst at ryge, hvor Sovjetunionens grundlægger Lenin ligger begravet.
- 13. januar – 418 bliver dræbt og 559 kvæstet ved en af de værste togulykker i verdenshistorien, da et eksprestog med flere tusinde passagerer kører af sporet ved byen Awash i Etiopien.
- 15. januar – Den tidligere premierminister Tancredo de Almeida Neves bliver valgt til Brasiliens første civile præsident.
- 17. januar – På et repræsentantskabsmøde i Kronebanken bliver det oplyst, at bankens underskud i 1984 var på 1,3 milliarder kroner på grund af tab og hensættelser.
- 17. januar – En 25-årig flyverløjtnant omkommer, da hans fly – en F-104 Starfighter styrter i havet 10 km øst for øen Hjelm ud for Djursland

### Februar
- 21. februar - Isabel Perón trækker sig som leder af det peronistiske parti i Argentina

### Marts
- 5. marts - en næsten ét år lang minearbejderstrejke i Storbritannien slutter da de sidste 90.000 af i alt 189.000 minearbejdere genoptager arbejdet, uden at arbejderne opnåede deres mål
- 11. marts - Michail Gorbatjov bliver generalsekretær for det sovjetiske kommunistparti

### April
- 1. april - albummet We Are the World udkommer. På dette album bidrager 8 rockstjerner med ikke tidligere udgivet materiale. Overskuddet fra albummet skal gå til sultende i Afrika
- 18. april - Folketinget beslutter at nedsætte hastighedsgrænsen i byområder fra 60 til 50 km/time med virkning fra 1. oktober samme år
- 26. april - Bullshit-rockeren Palle Blåbjerg likvideres med maskinpistol på åben gade i Valby
- 30. april - første engelske, sorte biskop udpeget

### Maj
- 1. maj - USA's præsident Ronald Reagan iværksætter en total Handelsembargo mod Nicaragua
- 2. maj - kommissionsdomstol giver daværende generaldirektør Poul Hansen hovedansvaret for postterminal-skandalen
- 5. maj - på kirkegården i Bittburg, hvor der bl.a. ligger SS-folk begravet, besegler præsident Ronald Reagan og forbundskansler Helmut Kohl med håndtryk forsoningen efter Anden Verdenskrig
- 8. maj - den kommunistiske partisekretær Ingmar Wagners selvangivelse forhøjes med 460.000 kroner efter tyveri af 750.000 kroner, som ikke var opgivet til skattevæsenet
- 13. maj – politiet i Philadelphia bomber MOVE-kollektivet. Seks voksne og fem børn omkommer
- 16. maj - Sinn Fein vinder sine første pladser i lokale valg i Nordirland
- 25. maj - op mod 50.000 omkommer, da en voldsom cyklon rammer Bangladesh' kystområde. Flere byer bliver ligefrem skyllet bort af en flere meter høj flodbølge
- 29. maj – på Heysel Stadion i Bruxelles, Belgien, udbryder der massepanik på tilskuerpladserne under finalen i European Champion Clubs' Cup mellem Liverpool FC og Juventus, 39 mennesker omkommer

### Juni
- 4. juni - Farøbroerne indvies af Dronning Margrethe II
- 5. juni - den største auktion nogensinde afholdes over Hughes Aircraft Co., som gik for 5 milliarder $ til General Motors fra Detroit i Michigan, USA
- 10. juni - dansk-amerikaneren Claus von Bülow, der var idømt 30 års fængsel for mordforsøg på sin hustru, frifindes ved en ny nævningesag
- 12. juni - efter seks ugers strejke idømmes 3.600 bryggeriarbejdere på Carlsberg og Tuborg en bod på 12,3 millioner kr.
- 15. juni - et jordskælv på 4,5 på Richterskalaen rammer det nordøstlige Sjælland og Sydsverige
- 20. juni - en norsk tidligere tjenestemand i udenrigsministeriet, Arne Treholt, idømmes i Oslo tingsret 20 års fængsel for spionage for både Sovjetunionens og Iraks regeringer
- 21. juni - de brasilianske myndigheder fastslår, at en person, som druknede i 1979 og blev begravet under falsk navn, er den berygtede Josef Mengele
- 21. juni – Grønlands nationaldag. Det grønlandske flag hejses for første gang
- 23. juni - 329 omkommer, da en indisk jumbojet styrter ned i Atlanterhavet 200 km sydvest for Irland fra 9.500 meters højde. Der er mistanke om et attentat, og personer der har sagt, at de tilhører sikhiske terrorgrupper i USA og Canada, tager ansvaret for attentat
- 26. juni - den jugoslavisk hyrevognschauffør Naum Conevski idømmes livsvarigt fængsel for drabet på to drenge på Femøren på Amager
- 28. juni - på EF-topmøde i Milano afviser statsminister Poul Schlüter fransk-tysk forslag om at oprette en europæisk union

### Juli
- 10. juli - franske agenter sænker Greenpeacefartøjet Rainbow Warrior i Aucklands havn
- 13. juli – koncerten Live Aid afholdes i et forsøg på at rejse penge til nødhjælp i Etiopien, der er ramt af hungersnød
- 19. juli - omkring 320 omkommer, da en dæmning og et dige bryder sammen nord for den lille italienske by Stava, og en flodbølge af vand, ler og mudder rammer byen, der nærmest bliver skyllet væk
- 22. juli - ved et terrorangreb i København omkommer én og 27 såres, da den muslimske terrorgruppe Islamisk Jihad sprænger bomber ved et amerikansk luftfartselskab og ved synagogen

### August
- 12. august - en Boeing 747, Japan Airlines Flight 123, styrter ned i et bjergområde under en flyvning mellem Tokyo International Airport og Osaka. 520 ud af de 524 ombordværende omkommer i historiens mest dødelige flyulykke med et enkelt fly
- 12. august - Swissairs kontor i København raseres af 2 bomber

### September
- 1. september - vraget af Titanic lokaliseres af Robert Ballard 73 år efter dets forlis
- 15. september - Sverige afholder Riksdagsvalg til Rigsdagen.
- 19. september – 10.000 mennesker omkommer under jordskælv i Mexico City
- 21. september - støttekoncerten Rock for Afrika samler 28.000 tilskuere i Idrætsparken
- 22. september - 2.000 mennesker dør ved et alvorligt jordskælv i Mexico

### Oktober
- 7. oktober – passagerskibet Achille Lauro kapres af palæstinensiske terrorister
- 9. oktober - palæstinensere, som har kapret det italiensk krydstogtskib "Achille Lauro", en amerikansk turist bliver dræbt
- 10. oktober - et amerikansk F-14-jagerfly tvinger et egyptisk fly med kaprerne af Achille Lauro om bord til at lande på en NATO-base på Sicilien, hvor kaprerne bliver anholdt

### November
- 3. november - 2 franske agenter findes skyldig i sænkning af Greenpeace's 'Rainbow Warrior'. I forbindelse hermed omkommer en fotograf om bord. Agenterne idømmes 10 års fængsel
- 6. november - amerikansk presse afslører, at præsident Ronald Reagan har givet grønt lys for salg af våben til Iran. Det udvikler sig til en større politisk skandale, der benævnes "Irangate"
- 13. november - et vulkanudbrud i Colombia koster 25.000 livet. 90 procent af byen Armaro med 25.000 indbyggere bliver totalt ødelagt af den følgende styrtflod af gloende lava og enorme mængder smeltet sne fra bjergsiderne. Vulkanen - Nevado - havde været inaktiv i 140 år
- 18. november – tegneserien Steen og Stoffer bliver for første gang trykt i en avis, forfattet af Bill Watterson
- 19. november - USAs præsident Ronald Reagan og Sovjetunionens leder Michail Gorbatjov mødes i Geneve for første gang
- 19. november – der afholdes kommunal- og amtsrådsvalg i Danmark
- 19. november – færgen Peder Paars indsættes på ruten Århus-Kalundborg
- 20. november - Microsoft Windows 1.0 udsendes officielt

### December
- 3. december – Rådet for Den Europæiske Union i EU vedtager at oprette et indre marked med fri bevægelighed for varer, personer og tjenesteydelser. Det skal ske inden udgangen af 1992
- 9. december - Pixar Animation Studios grundlægges
- 21. december - tre rockere likviderer Bullshit-lederen "Høvding" i værtshuset Nemo på Christiania
- 27. december - Palæstinensiske terrorister angriber lufthavnene i Rom og Wien og skyder på passagerer og besætningsmedlemmer fra El Al. 18 mister livet, og 119 såres

## Født

### Januar
- 2. januar – Henrik Møllgaard, dansk håndboldspiller.
- 7. januar – Lewis Hamilton, engelsk formel 1-kører.
- 21. januar – Aura Dione, dansk sangerinde.
- 29. januar – Isabel Lucas, australsk skuespillerinde.

### Februar
- 5. februar – Cristiano Ronaldo, portugisisk fodboldspiller.
- 6. februar — Fallulah, dansk sangerinde.
- 15. februar – Rina Ronja Kari, dansk politiker.
- 19. februar – Haylie Duff, amerikansk skuespillerinde.
- 24. februar – William Kvist, dansk fodboldspiller.

### Marts
- 15. marts – Kellan Lutz, amerikansk skuespiller.
- 21. marts – Kasper Winther Jørgensen, dansk eliteroer.
- 22. marts – Jakob Fuglsang, dansk cykelrytter.
- 22. marts – Thomas Buttenschøn, dansk sanger.
- 26. marts – Keira Knightley, engelsk skuespillerinde.

### April
- 30. april – Gal Gadot, israelsk skuespillerinde.
- 30. april – Michael Mørkøv, dansk cykelrytter.

### Maj
- 2. maj – Lily Allen, engelsk sangerinde.
- 2. maj – Oh Land, dansk sangerinde.

### Juni
- 4. juni – Bar Refaeli, israelsk supermodel
- 8. juni – Joey Moe, dansk sanger.
- 9. juni – Jon Nørgaard, dansk sanger.
- 21. juni – Lana Del Rey, amerikansk singer-songwriter
- 23. juni – Morten Jørgensen, dansk eliteroer.
- 28. juni – Marie Bach Hansen, dansk skuespiller.
- 30. juni – Michael Phelps, amerikansk elitesvømmer.

### Juli
- 1. juli – Lea Seydoux, fransk skuespillerinde.
- 2. juli – Ashley Tisdale, amerikansk skuespiller og sanger.

### August
- 14. august – Peter Falktoft, radiovært på P3.
- 16. august – Cristin Milioti, amerikansk sanger og skuespiller.
- 27. august – Danica Curcic, serbisk-dansk skuespiller.

### September
- 26. september – Talulah Riley, engelsk skuespiller.

### Oktober
- 8. oktober – Bruno Mars, amerikansk sanger
- 11. oktober – Michelle Trachtenberg, amerikansk skuespiller.
- 15. oktober – Stephanie León, dansk skuespiller.
- 24. oktober – Wayne Rooney, engelsk fodboldspiller.

### December
- 3. december – Amanda Seyfried, amerikansk skuespillerinde.

## Sport
- 14. januar – Martina Navratilova bliver den kun tredje tennisspiller, der har vundet mere end 100 turneringer.
- 20. januar – Super Bowl XIX San Francisco 49ers (38) besejrer Miami Dolphins (16)
- 31. marts - den første udgave af WrestleMania, den største begivenhed indenfor wrestling under WWE (dengang WWF) afvikles i Madison Square Garden i New York City
- 5. juni - Danmark vinder 4 - 2 over Sovjetunionen i Idrætsparken[1]
- 8. juni - Bruce Springsteen giver koncert i Göteborg for 120.000 tilskuere
- 7. juli - Tennisspilleren Boris Becker vinder Wimbledon-mesterskabet i herresingle som den første useedede spiller, den første tysker og den yngste spiller nogensinde
- 11. september - det danske fodboldlandshold taber i Idrætsparken en venskabskamp mod Sverige med 0-3. Det var det første danske nederlag på hjemmebane siden 1974
- 25. september - i Moskva taber det danske fodboldlandshold en VM-kvalifikationskamp mod Sovjetunionen med 1-0. Trods nederlaget førte Danmark stadig puljen, hvor det handlede om kvalifikation til VM i Mexico i 1986
- 13. november - i den sidste kvalifikationskamp til VM i Mexico 1986 vinder Danmarks fodboldlandshold i Dublin 4-1 over Irland. Danmark vinder dermed pulje 6 med 11 point foran Sovjetunionen med 10 og Schweiz med 8 point. Danmarks mål bliver scoret af Preben Elkjær (2), Michael Laudrup og John Sivebæk
- 17. november - Brøndby hyldes for første gang som danske fodboldmestre. Lyngby får sølv og AGF bronze. Ud af 1. division rykker Frem, Hvidovre, Køge og B 93. Op fra 2. division kommer KB og Randers Freja.
- Ryder Cup, golf – Europa 16½-USA 11½

## Musik
- Kirsten og Søren vinder Dansk Melodi Grand Prix med nummeret "Sku' du spør' fra no'en".
- 4. maj – I Göteborg afholdes Eurovision Song Contest. Norge vinder årets udgave med sangen "La det swinge" by Bobbysocks!
- 11. maj - Crazy for You af Madonna bliver nr. 1
- 20. september – Kate Bush udgiver Hounds of Love
- 26. oktober - den amerikanske popsangerinde Whitney Houston får sit første nr. 1 hit i USA, da "Saving All My Love For You" når førstepladsen på den amerikanske Billboard Hot 100
- Shu-bi-dua udsender deres 11. album, Shu-bi-dua 11.
- Dire Straits udgiver deres album Brothers In Arms.
- Tørfisk udgiver deres album Stemning med singlen "VLTJ".

## Nobelprisen
- Fysik – Klaus von Klitzing
- Kemi – Herbert A. Hauptman, Jerome Karle
- Medicin – Michael S Brown, Joseph L Goldstein
- Litteratur – Claude Simon
- Fred – Fysikere til forhindring af atomkrig
- Økonomi – Franco Modigliani